# Trzęsak pomarańczowy

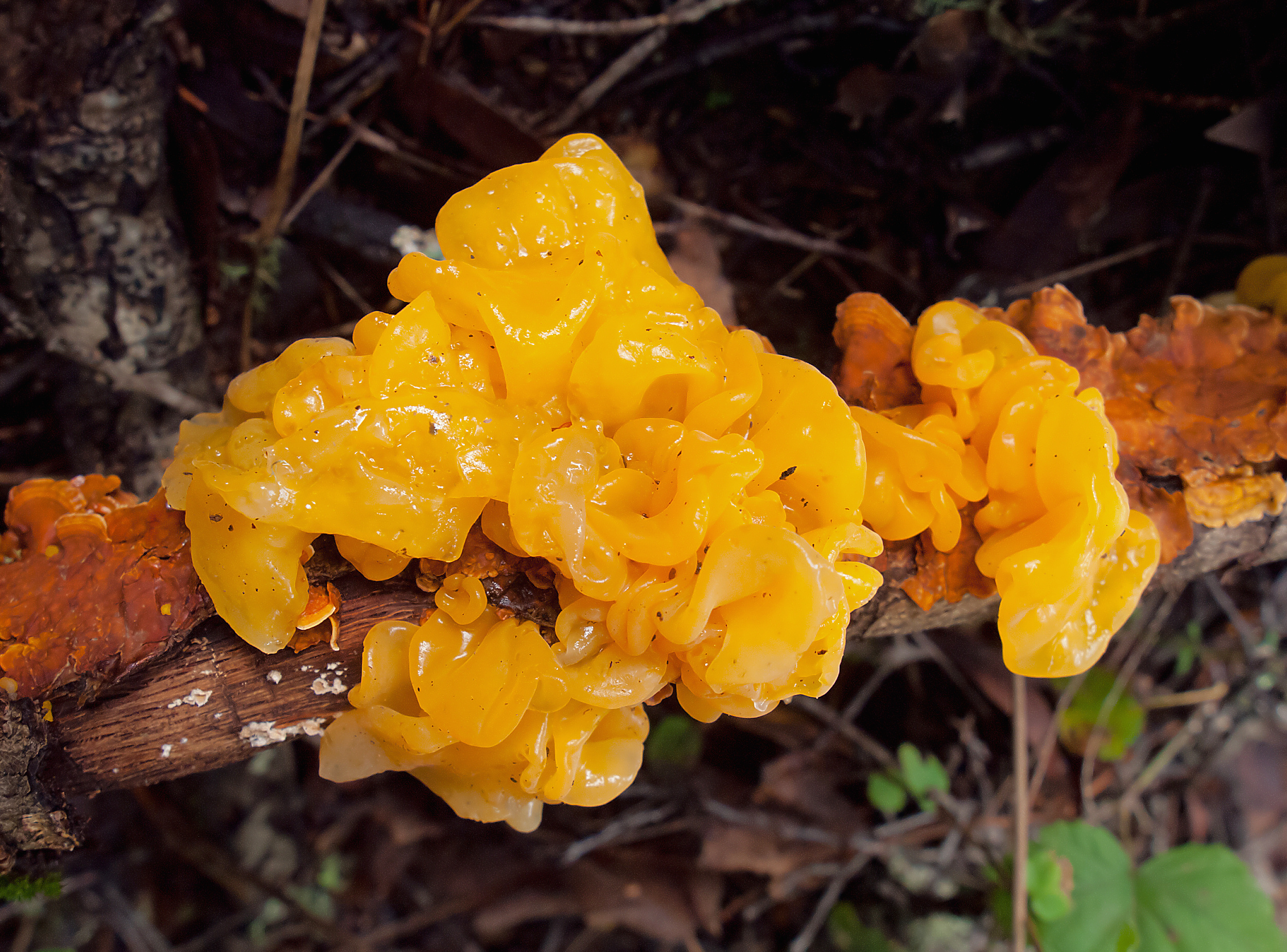

Trzęsak pomarańczowy (Naematelia aurantia (Schwein.) Burt) – gatunek grzybów z rzędu trzęsakowców (Tremellales).

## Systematyka i nazewnictwo
Pozycja w klasyfikacji według Index Fungorum: Naematelia, Naemateliaceae, Tremellales, Incertae sedis, Tremellomycetes, Agaricomycotina, Basidiomycota, Fungi.
Takson ten po raz pierwszy opisał w 1822 r. Lewis David von Schweinitz, nadając mu nazwę Tremella aurantia. Obecną nazwę nadał mu Edward Angus Burt w 1921 r.
Synonimy:
- Dacrymyces aurantius (Schwein.) Farl. 1883
- Tremella aurantia Schwein. 1822

Polską nazwę zarekomendował w 2003 r. Władysław Wojewoda. Jest niespójna z obecną nazwą naukową, gdyż odnosi się do synonimu Tremella aurantia.

## Morfologia
Owocnik
Grzyb tremelloidalnyo owocnikach o barwie od żółtej do jasnopomarańczowej, w młodym wieku wydłużonych, w stanie dojrzałym półkulistych, prawie liściastych, podzielonych na pomarszczone i skomplikowane płaty. Owocniki o średnicy większej niż 1 cm, wyrastają z powierzchni lub boku owocników żywiciela.
Cechy mikroskopowe
Podstawki dwóch typów: typ I – kuliste lub prawie kuliste, 10,5–13,0(–14,0) × 10,5–13,0(–14,0) µm, Q=1,00–1,18; typ II – gruszkowate do maczugowatych, 10,5(–24) × 10,5–13,0(–14,0) µm, Q=1,07-1,41 (łącznie z trzonkiem, trzonki przeważnie 2–3 µm, do 5 µm długości i 2–3 µm szerokości). Podstawki są podzielone przegrodami wzdłużnie lub ukośnie krzyżowo, 4-zarodnikowe ze sterygmami o średnicy 2–3 µm, długości do 50 µm, na wierzchołkach napęczniałe do średnicy 5 µm. Bazydiospory szeroko elipsoidalne do jajowatych, 7–9 × 6–7 µm, Q = 1,08–1,71, szkliste, gładkie, kiełkujące przez pączkowanie lub powtarzanie. Konidia jednojądrowe, o zmiennym kształcie, liczne, przeważnie kuliste do owalnych, 3–5 × 2,5–3,5 µm, Q=1,15–1,67, występujące u młodych owocników w hymenium i subhymenium blisko podłoża.
Strzępki gładkie, szkliste, przeważnie o średnicy 1,5–3,0 µm; z licznymi sprzążkami. Hyfidy wplecione w hymenium, gładkie, szkliste, przeważnie o średnicy 2–3(–4) µm, ze sprzążkami. Ssawki przeważnie 3–5 × 2,5–4,5 µm (Q=1,0–1,4), zbudowane z pojedynczych, rzadko rozgałęzionych strzępek.

## Występowanie i siedlisko
Występuje na wielu wyspach i wszystkich kontynentach poza Antarktydą. W Polsce W. Wojewoda w 2003 r. przytoczył 2 stanowiska z uwagą, że rozprzestrzenienie tego gatunku w Polsce i częstość jego występowania nie są znane, w późniejszych latach podano wiele następnych.
Grzyb nagrzybny pasożytujący na skórniku szorstkim (Stereum hirsutum) rosnącym na drewnie drzew liściastych.